# Павлишин (Іленко) Зоряна Ярославівна
Зоряна Ярославівна Павлишин (Іленко) (нар. 15 жовтня 1971, Львів) — українська громадська діячка, журналістка, підприємиця, мистецтвознавиця та художниця (олійний живопис, іконопис).
Засновниця і керівниця Всеукраїнського інформагентства «Медіастар» (з 2008), частого інфоспонсора благодійних та соціальних заходів. Керівниця проєкту «ТОП-100 найвпливовіших осіб Львівщини» (з 2009). Власниця торговельної марки «MediaStar». Власниця артгалереї Armigera Art.

## Життєпис
Вищу освіту здобула в університеті ім. Івана Франка за спеціальністю журналістика (1995). Здобувачка наукового ступеню у Львівському регіональному інституті державного управління Національної академії державного управління при Президентові України.
Художню освіту здобула у приватній школі професора кафедри академічного живопису Львівської національної академії мистецтв, Заслуженого художника України Володимира Черкасова та в іконописній майстерні при Соборі св. Юра у Львові (2015-2021, педагог Сергій Колодка), студії образотворчого мистецтва «СОМ» (педагог Іван Домащук).

## Медіадіяльність та активізм
За понад 20 років журналістської діяльності пройшла шлях від кримінальної журналістки до кризової менеджерки і керівниці-управлінки.
В інформаційному просторі Львова, як журналістка, запропонувала новий стиль подачі інформації. Вперше в Україні було узаконено право показу на телебаченні програми еротичного змісту – 25 програм було державним замовленням Львівського телебачення, над якими працювала журналістка, отримавши авторські права на програму «Відверто про…». 
Авторка численних журналістських розслідувань. 
Працювала у львівській обласній та всеукраїнській періодичній пресі, зокрема, «Високий замок», «Відлуння Афганістану», «Поступ», «Аргумент-газета». Співпрацювала із київськими виданнями та міжнародними інформаційними агентствами, зокрема, «Франс-прес». Понад 10 років співпрацювала з моніторинговою службою представництва Британської телерадіомовної корпорації Бі-Бі-Сі на Україні.
Брала участь у численних тренінгах міжнародних та українських організацій. Співпрацювала з міжнародним проєктом SCOOP (Данія) з підтримки журналістських розслідувань, IREX Pro Media, спікерка Інституту розвитку регіональної преси.  Виконавиця моніторингів ЗМІ щодо дотримання журналістських стандартів.
Наприкінці 1990-х відстоювала доступ до інформації силових структур Львівщини. 
У 2000 році за професійну діяльність зазнала одного з перших замахів на життя. Має досвід захисту честі і гідності в судах та представництва у судових засіданнях. Журналістське розслідування смерті українського композитора Ігоря Білозора опубліковане у двох документальних книгах «Куртка на ваті» та «Ігор Білозір: недоспівана пісня» (2014-2015). 
У жовтні 2002 року після опублікування інформації щодо порушення кримінальної справи проти президента України Леоніда Кучми стала заручницею львівських міліціонерів. 
Учасниця Помаранчевої революції, як керівниця інформаційного відділу Українського Дому (Київ) зорганізовувала інформаційний простір для сотень журналістів з усього світу.
В 2014 році долучилася до звільнення із полону журналіста Юрія Лелявського під час російсько-української війни, котрий загинув у 2023 р., захищаючи свою країну.
Балотувалася за списком до Львівської обласної ради та по мажоритарному округу до Львівської міської ради.

## Художня діяльність
Художня діяльність стала наслідком роботи в інформаційному ринку. Мисткиня працює у напрямі олійного живопису та іконопису.
Перша авторська виставка «Зимовий настрій» пройшла у Львові в 2014 році, наступного року була друга виставка «Жіноча сутність» (Львів, 2015). Відтоді періодично мисткиня організовує авторські проєкти. Бере участь у виставках Спілки художників України – «Весняний салон» та «Осінній салон». Картини виставлялись у Китаї (Ченду, 2020). Учасниця Міжнародної виставки сакрального мистецтва і іконопису Міжнародного симпозіуму іконопису пам’яті Миколи Стороженка (Київ, 2016). Учасниця Міжнародного проєкту «Найбільша художня виставка живопису просто неба» у рамках ХІХ Міжнародного Рєпінського пленеру (Чугуїв, 2018), яку було занесено в Книгу рекордів України. Призерка міжнародного конкурсу «Golden Time Talent» (Лондон, 2021).
Авторка найбільшої (5-метрової) мальованої Різдвяної шопки в Україні із 14 фігур з 21 персонажем, що виставлялася у Львівському палаці мистецтв (2018, 2020).
Картини та ікони мисткині знаходяться в Україні, але і США, Великобританії, Польщі, Чехії, Німеччини, Австрії, Лівані. Картини зберігаються у колекціях Харківського та Чугуївського музеїв, київській галереї «Глобус» та власній львівській галереї художниці «Armigera Art».

## Членство
- Членкиня Національної Спілки журналістів (1997 р.), Об’єднання художників-іконописців в ім’я святителя Кипріяна (2016 р.), Національної Спілки художників України (2017 р.).

## Нагороди та відзнаки
- Відзнака Президента України  «Гвардія революції» (2005)
- Призерка номінації «Топ-публічність» конкурсу «Топ-10. Власний бізнес»[30], який організував журнал «Власний бізнес» спільно з Львівським інститутом менеджменту (2015).
- Орден «Слава нації» (Національний рейтинг якості товарів та послуг, 2015)
- Орден княгині Ольги (2021)
- Відзнака «За сумлінну працю» (Профспілка Кабінету Міністрів України, 2022)
- Медаль "За служіння мистецтву" (2023) за представленням Львівського палацу мистецтв (ВО "Країна")

## Твори

### Ікони
- Композиція «Шопка»,  500х300 см, дошка, левкас, олія, 2018
- Архангел Михаїл, ескіз дияконських воріт Храму св. Йосафата, м. Червоноград, 2016, 80х30 см, полотно, олія, 2016
- Ікона Божої Матері «Замилування», 50х40 см, дошка, левкас, золото, пігменти,  2021[31] https://youtu.be/9_VVOl5d7Y4

### Станкові твори
- Дядечко із сюрреалізму, 60х50 см, полотно, олія, 2015
- Терновий вінок завмерлого кохання: іще болить, але не оживити.., без тебе не так…, 141,3х154,3 см, полотно, олія, 2019
- Ангели пандемії, 120х80 см, полотно, олія, 2020
- Жінка-Рибка, 120х130 см, полотно, олія,  2021
- Матір Скорботи, 70х60 см, полотно, олія, 2023
- Смак квіткового настрою, 84,8 х 131,2 см, полотно, олія, 2023
- Магдалена, 50х40 см, полотно, олія,  2017 Човники, 60х80 см, полотно, олія, 2018 Дівчина – гаряче літо, 60х80 см, полотно, олія, 2018